# Mark Feehily
Markus Michael Patrick Feehily (známý jako Mark Feehily, * 28. května 1980 Sligo) je irský zpěvák a skladatel. Je nejmladším členem chlapecké skupiny Westlife. Už jako dítě měl lásku k hudbě. Během jeho dospívání také rád hrál tenis a fotbal. Feehily se proslavil jako jeden ze dvou vedoucích zpěváků kapely Westlife, spolu se zpěvákem Shanem Filanem. V kapele nazpíval hlavní vokály v písních „Imaginary Diva“, „Moon River“, „Talk Me Down“ a „Before It Too Late“. V únoru 2015 zahájil Feehily svou sólovou kariéru, kde vydal svou úspěšnou píseň „Love Is a Drug“. V srpnu 2005 v rozhovoru pro noviny The Sun veřejně přiznal, že je homosexuál. Svou homosexuální orientaci dle svých slov poznal ve věku 14 nebo 15 let. Jako jediný člen ve Westlife Feehily dlouho držel svoji sexuální orientaci v soukromí. Dne 3. října 2019 Mark Feehily a jeho snoubenec Cailean O'Neill oznámili narození své dcery Layly přes náhradní matku.